# Maria Wetterstrand
Ingrid Maria Wetterstrand, née le 2 octobre 1973 à Eskilstuna (Södermanland), est une personnalité politique suédoise.

## Biographie
Wetterstrand est titulaire d'une maîtrise en biologie de l'université de Göteborg.
De 2001 à 2011, elle est députée au Riksdag, le parlement suédois. Elle est porte-parole du parti Les Verts aux côtés de Peter Eriksson, entre 2002 et 2011. En 2011, elle annonce qu'elle quitte son mandat pour devenir conseillère et conférencière sur l'écologie.   
Wetterstrand est mariée de 2004 à 2012 à Ville Niinistö, un homme politique finlandais de la Ligue verte,.
En 2015, elle est nommée à la tête du Miljömålsrådet (sv), un conseil de suivi des objectifs environnementaux en Suède.